# Anstaltslast
Anstaltslast ist ein Begriff des deutschen öffentlichen Rechts und bezeichnet die auf Gesetz bzw. Satzung beruhende Verantwortung des öffentlichen Trägers für seine rechtlich selbstständigen öffentlichen Organisationsformen. Dieses Rechtsinstitut stellt die Verpflichtung des Trägers dar, seine Anstalt mit den zur Aufgabenerfüllung nötigen finanziellen Mitteln auszustatten und so für die Dauer ihres Bestehens funktionsfähig zu erhalten.
Sofern sich der öffentliche Träger (Bund, Länder oder Kommunen) entschließt, wirtschaftliche Leistungen durch rechtlich selbständige Unternehmen in der Form der Anstalt des öffentlichen Rechts zu erbringen, muss er sicherstellen, dass diese Einrichtungen oder Unternehmen in der Lage sind, ihre Aufgaben zu erfüllen. Diese staatliche Haftung im Allgemeinen folgt aus dem Tatbestand der staatlichen Aufgabenwahrnehmung im Bereich der Wirtschaft. Das auf Anstaltslast und Gewährträgerhaftung beruhende Haftungssystem resultiert aus der spezifischen Rechtsform der Anstalt des öffentlichen Rechts. In der Regel besteht dieses Rechtsinstitut der Anstaltslast neben der Gewährträgerhaftung für alle bundesunmittelbaren, landesunmittelbaren und kommunalen Anstalten des öffentlichen Rechts. Seit Juli 2001 wurde die Anstaltslast bei den landesunmittelbaren Landesbanken (soweit sie Wettbewerbsgeschäft betreiben) und den kommunalen Sparkassen dahingehend modifiziert, dass ein Anspruch gegen den Träger auf Bereitstellung von finanziellen Mitteln nicht besteht (z. B. § 7 Abs. Sparkassengesetz NRW). Die Gewährträgerhaftung wurde für diese Kreditinstitute ganz abgeschafft. Die Anstaltslast gilt nur noch bei den Förderbanken wie der Kreditanstalt für Wiederaufbau und den Landesförderinstituten.
Träger der – inhaltlich reduzierten – Anstaltslast ist bei den bundesunmittelbaren Kreditinstituten der Bund, bei den Landesbanken sind es deren Gesellschafter (Bundesländer und/oder regionale Sparkassenverbände) und bei Sparkassen sind es im Regelfall einzelne oder eine Mehrzahl von Kommunen.

## Diskussion
Beide Rechtsinstitute, Anstaltslast und Gewährträgerhaftung sind bei Sparkassen und Landesbanken seit 1998 Gegenstand kontroverser Diskussionen in Deutschland zwischen der privaten Bankenwirtschaft und dem öffentlich-rechtlichen Bankensektor gewesen. Dieser Streit wurde bei den Wettbewerbsbehörden der EU in Brüssel ausgetragen. Im Fokus stand dabei die Frage, ob den im Wettbewerb mit privatrechtlich organisierten Kreditinstituten stehenden Sparkassen und Landesbanken in Deutschland – begünstigt durch diese Rechtsinstitute – Wettbewerbsvorteile erwachsen. Vereinfacht unterstellte die private Bankenwirtschaft, dass die Anstaltsträger über diese Rechtsinstitute de facto eine der Höhe nach unbefristete Bürgschaft für die jeweilige Sparkasse oder Landesbank übernehmen würden. Diese würde wiederum zu einer äußerst positiven Beurteilung dieser Bankengruppe am Kapitalmarkt führen. Als Beweis hierfür wurden die ausgesprochen guten langfristigen Ratings der Landesbanken herangezogen mit Folgen bei einer günstigeren Refinanzierung.

## Entscheidung
Diese Auseinandersetzung wurde am 17. Juli 2001 mit einer Verständigung zwischen der Europäischen Kommission und der Bundesrepublik Deutschland, der sogenannten Brüsseler Konkordanz, beendet. Diese Verständigung sah vor, dass nach einer mehrjährigen Übergangsfrist die bisherige Anstaltslast ersetzt wird. Als maßgebliche Grundsätze wurden dabei festgelegt:
- Die finanzielle Beziehung zwischen dem öffentlichen Träger und dem öffentlichen Kreditinstitut darf sich nicht von einer normalen wirtschaftlichen Eigentümerbeziehung gemäß marktwirtschaftlichen Grundsätzen unterscheiden, so wie der zwischen einem privaten Anteilseigner und einem Unternehmen in einer Gesellschaftsform mit beschränkter Haftung.

- Jegliche Verpflichtung des öffentlichen Trägers zu wirtschaftlicher Unterstützung des öffentlichen Kreditinstituts und jeglicher Automatismus wirtschaftlicher Unterstützung durch den Träger zugunsten des öffentlichen Kreditinstituts ist ausgeschlossen. Es besteht keine unbeschränkte Haftung des Trägers für Verbindlichkeiten des öffentlichen Kreditinstituts. Es gibt keine Absichtserklärung oder Garantie, den Bestand des öffentlichen Kreditinstituts sicherzustellen.

- Die öffentlichen Kreditinstitute werden den gleichen Regeln für den Insolvenzfall wie private Kreditinstitute unterworfen, ihre Gläubiger werden somit in ihrer Position denen privater Kreditinstitute gleichgestellt.

Diese Grundsätze wurden in den Landesgesetzen (z. B. Sparkassengesetzen) bis Ende 2002 umgesetzt, so dass die Sparkassen und Landesbanken im Hinblick auf diese Kriterien den gleichen Wettbewerbsvoraussetzungen unterliegen wie die privatrechtlich organisierte Bankwirtschaft.

## Daseinsvorsorge
Keine Auswirkungen entfaltet diese Brüsseler Konkordanz auf die Anstaltslast für die Mehrzahl der übrigen bundesunmittelbaren, landesunmittelbaren oder kommunalen Anstalten des öffentlichen Rechts, deren gesetzliche/satzungsmäßige Aufgabenerfüllung in der föderalen Verwaltungstätigkeit oder der kommunalen Daseinsvorsorge liegt und somit dem Wettbewerb entzogen ist. Für diese Anstalten des öffentlichen Rechts bestehen die Rechtsinstitute der Anstaltslast und Gewährträgerhaftung unverändert fort.